# Chapelle-Saint-Ulric
Pour les articles homonymes, voir Chapelle (homonymie).
Chapelle-Saint-Ulric, parfois aussi appelé Cappelle-Saint-Ulric, (en néerlandais Sint-Ulriks-Kapelle) est une section de la commune belge de Dilbeek située en Région flamande dans la province du Brabant flamand. C'était une commune à part entière avant la fusion des communes de 1977.
La localité est connue pour sa brasserie de lambic Girardin qui brasse également une pils dénommée Ulricher.

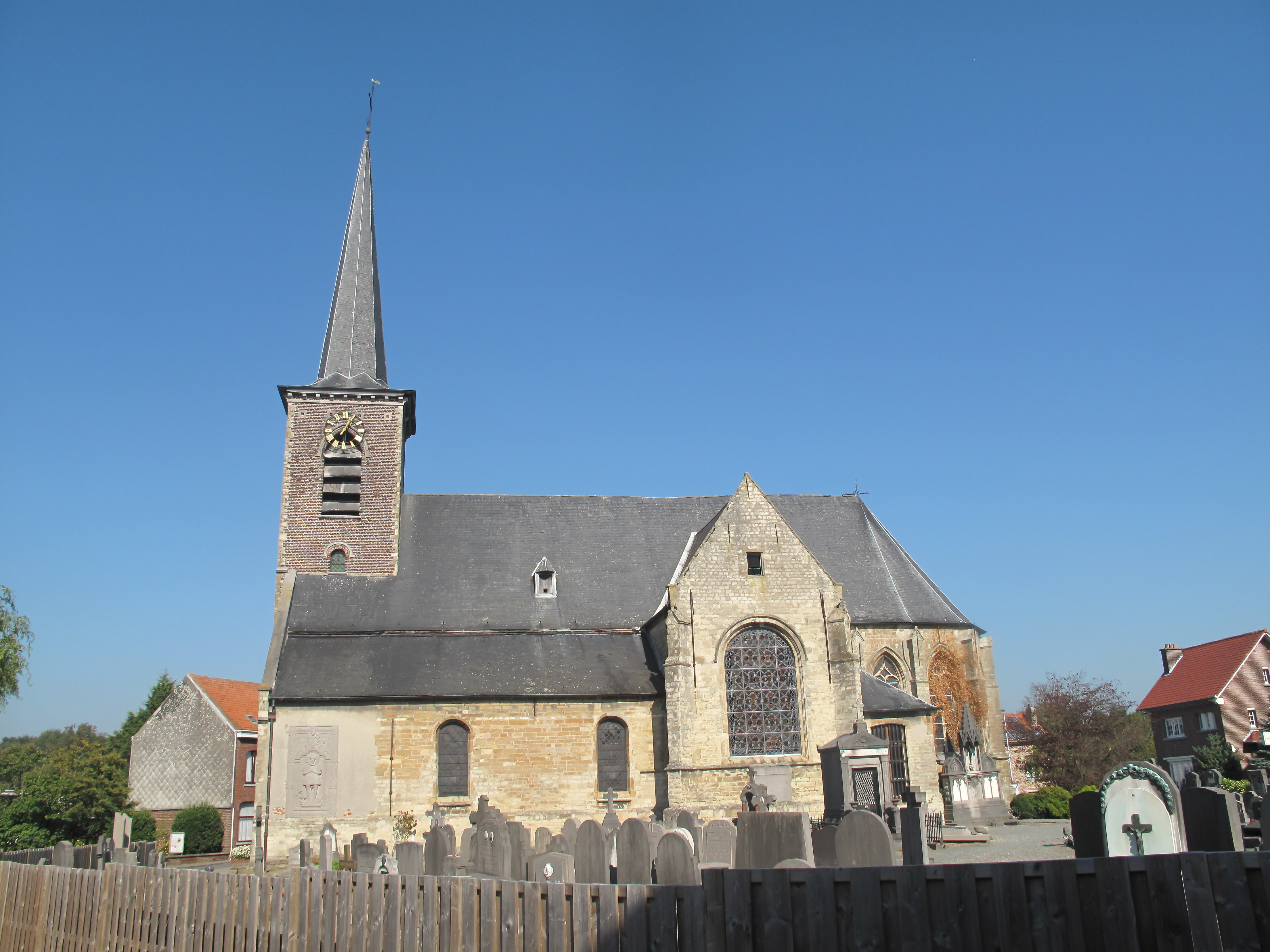
Chapelle-Saint-Ulric, église.

## Démographie

### Évolution démographique
- Sources : INS, Rem. : 1831 jusqu'en 1970 = recensements, 1976 = nombre d'habitants au 31 décembre[5].